# ریک برمن
ریک برمن (انگلیسی: Rick Berman؛ زادهٔ ۲۵ دسامبر ۱۹۴۵) یک فیلم‌نامه‌نویس، و تهیه‌کننده اهل ایالات متحده آمریکا است.